# Badil

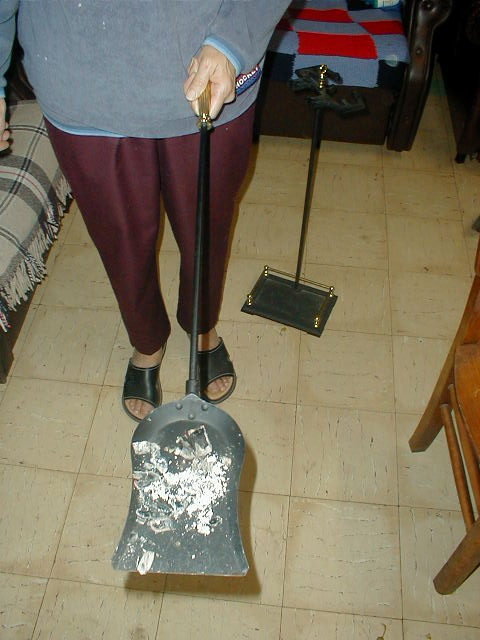
Badil

Se llama badil a una especie de paleta de hierro u otro metal que se utiliza para mover y recoger la lumbre en los hogares, chimeneas o braseros.
Se da con mayor frecuencia en estos últimos donde sirve para echar firmas, componer la brasa, traer fuego e incluso, como adorno, siendo casi tan precisa como la cuchara para la sopa. 